# Гадфри (Илиноис)
Гадфри (енгл. Godfrey) град је у америчкој савезној држави Илиноис.

## Демографија
По попису из 2010. године број становника је 17.982, што је 1.696 (10,4%) становника више него 2000. године.
| Група             | 2000.          | 2010.          |
| Белци             | 15.200 (93,3%) | 16.467 (91,6%) |
| Афроамериканци    | 658 (4,0%)     | 841 (4,7%)     |
| Азијати           | 106 (0,7%)     | 134 (0,7%)     |
| Хиспаноамериканци | 159 (1,0%)     | 270 (1,5%)     |
| Укупно            | 16.286         | 17.982         |